# Pyrrhorachis callicrossa
Pyrrhorachis callicrossa är en fjärilsart som beskrevs av Louis Beethoven Prout 1934. Pyrrhorachis callicrossa ingår i släktet Pyrrhorachis och familjen mätare. Inga underarter finns listade.